# Western Rapsody
Western Rapsody is een compositie voor harmonie- of fanfareorkest van de Nederlandse componist Kees Vlak. Met deze compositie won Kees Vlak in 1968 de 1e prijs bij de Hilvarenbeekse Muziekprijs. 